# کلودمیر مارکز
کلودمیر مارکز (انگلیسی: Vítor؛ زادهٔ ۲۸ سپتامبر ۱۹۷۲) بازیکن سابق فوتبال اهل برزیل است که در پست مدافع بازی می‌کرد. او بیشتر دوران حرفه‌ای خود را در برزیل گذراند.
وی همچنین در تیم ملی فوتبال برزیل بازی کرده‌است.